# Ludvig Schmelck
Ludvig Henrik Benjamin Schmelck, född 27 juli 1857 på Kjelsås bruk i Aker, död 6 februari 1916 i Kristiania, var en norsk kemist. 
Schmelck deltog 1878 i norska Norra ishavsexpeditionen, vars kemiska undersökningar han ledde och senare bearbetade i Den norske Nordhavs-expedition 1876-78. IX. Chemi. 1. Om søvandets faste bestanddele. 2. Om havbundens aflejringer (1882). 
År 1881 upprättade Schmelck i Kristiania det första norska privata handelslaboratoriet, som fick stor betydelse för utvecklingen av den praktiska kemin i Norge. År 1892 blev han stadskemist (kemist vid sundhets- och polisväsendet), och hans undersökningar av bland annat dricksvatten, mjölk, bröd och andra näringsmedel samt lysoljor låg till grund för åtskilliga lagreformer. 
Åren 1888–1910 var Schmelck medlem av patentkommittén, från 1896 statsguardein och ständig ledamot av kommittéer samt tillkallad sakkunnig i processer. Han var nämligen landets ojämförligt skickligaste rättskemist och grafolog, som sådan anlitad även i utlandet (till exempel vid Slöörska växelförfalskningsmålet i Stockholm 1911). Resultaten av sina, enligt analysjournalen 87800 undersökningar, nedlade han i berättelser och uppsatser i fack- och dagspressen samt i föredrag i Polyteknisk Forening, till vars ledande krafter han en lång följd av år hörde.